# Pergolida
La pergolida es un agonista de los receptores de dopamina basada en la ergolina, que se utiliza en algunos países para el tratamiento de la enfermedad de Parkinson.
La enfermedad de Parkinson se asocia con niveles bajos del neurotransmisor dopamina en el cerebro. La pergolida tiene algunos efectos similares a la dopamina en el cuerpo.

## Indicaciones
La pergolida no está disponible en los Estados Unidos. En otros países, se utiliza para tratar la rigidez, temblores, espasmos, y el control muscular deficiente en la enfermedad de Parkinson, aunque también se ha utilizado para tratar las molestias o dolor en las extremidades inferiores que sólo puede ser eliminado moviendo las piernas. La pergolida se utiliza a menudo en combinación con otros medicamentos en el tratamiento de la enfermedad de Parkinson. Dado que la pergolida puede reducir los niveles de prolactina, se utiliza a menudo para tratar la hiperprolactinemia.
Por otra parte, la pergolida también puede ser usada con fines veterinarios. Se utiliza comúnmente para el tratamiento de la hiperplasia de hipófisis pars intermedia o Síndrome de Cushing Equino en los caballos.

## Efectos secundarios
El uso de este fármaco está disminuyendo, desde que se informó en 2003 que estaba asociado con una forma de enfermedad cardiaca llamada fibrosis cardiaca. En 2007, la Food and Drug Administration de los Estados Unidos anunció una retirada voluntaria del fármaco por parte de los fabricantes debido a la posibilidad de daño en la válvula cardíaca. La pergolida no está disponible actualmente en los Estados Unidos. Este problema se cree que es debido a la acción de la pergolida sobre los receptores de serotonina 5-HT 2B de los miocitos cardíacos, causando enfermedad proliferativa de la válvula por el mismo mecanismo que la ergotamina, metisergida, fenfluramina, y otros agonistas 5-HT 2B de la serotonina, incluyendo la propia serotonina cuando se elevan sus niveles en sangre en el síndrome carcinoide. La pergolida rara vez puede causar el fenómeno de Raynaud. Entre los fármacos antiparkinsonianos, la cabergolina , pero no la lisurida presentan enlace a este mismo tipo de receptor de serotonina. En enero de 2007, también se informó que cabergolina (Dostinex) se asocia a la proliferación de daños valvulares. En marzo de 2007, la pergolida fue retirada del mercado de los EE. UU. debido a la graves daños valvulares que se demostró había provocado en dos estudios independientes.
También se ha demostrado que la pergolida es perjudicial para el aprendizaje asociativo.
Al menos un usuario británico de pergolida ha atraído cierta atención mediática con las reclamaciones de que le ha hecho desarrollar una adicción al juego. El 30 de marzo de 2007, los fabricantes de pergolida accedieron a retirar el medicamento del mercado de los EE. UU. después de que varios estudios publicados revelaran un vínculo entre el fármaco y las tasas de aumento de la disfunción valvular. Sin embargo, la pergolida está disponible en muchos otros países.